# Самуил (нос)
Вижте пояснителната страница за други значения на Самуил.
Носът Самуил (на английски: Samuel Point) е свободен от лед морски нос от югозападната страна на входа в залива Бруноу, остров Ливингстън. Разположен на протока Брансфийлд от източната страна на полуостров Рожен в подножието на Иглен връх (370 м), 9.3 км на изток-североизток от нос Ботев и 5.55 км на запад-югозапад от нос Айтос. Прилежаща към нос Самуил и Иглен връх свободна от лед площ 56 ха. Районът е посещаван от ловци на тюлени през 19 век.
Координатите му са: 62°43′42″ ю. ш. 60°08′52″ з. д. / 62.728333° ю. ш. 60.147778° з. д..
Наименуван е на българския владетел цар Самуил, 980-1014, и във връзка със селищата Самуил, Самуилово и Цар Самуил в Североизточна, Самуилово в Югоизточна, и Самуилово и Самуилова крепост в Югозападна България. Името е официално дадено на 15 март 2002 г.
Британско картографиране от 1968 г., чилийско от 1971 г., аржентинско от 1980 г., българско от 2005, 2009 и 2012 г.

## Карти
- L.L. Ivanov et al, Antarctica: Livingston Island, South Shetland Islands (from English Strait to Morton Strait, with illustrations and ice-cover distribution), 1:100000 scale topographic map, Antarctic Place-names Commission of Bulgaria, Sofia, 2005
- Л. Иванов. Антарктика: Остров Ливингстън и острови Гринуич, Робърт, Сноу и Смит. Топографска карта в мащаб 1:120000. Троян: Фондация Манфред Вьорнер, 2009. ISBN 978-954-92032-4-0
- Л. Иванов. Карта на остров Ливингстън. В: Иванов, Л. и Н. Иванова. Антарктика: Природа, история, усвояване, географски имена и българско участие. София: Фондация Манфред Вьорнер, 2014. с. 18-19. ISBN 978-619-90008-1-6